# 武藤香織
武藤 香織（むとう かおり、1970年 - ）は、日本の保健学者。学位は博士（保健学）（東京大学・2002年）。東京大学医科学研究所 教授、東京大学新世代感染症センター 主任研究員。
これまでに財団法人医療科学研究所 研究員、ブラウン大学 博士研究員、信州大学医療技術短期大学部 講師、信州大学医学部 講師、東京大学医科学研究所 准教授などを歴任した。

## 来歴

### 生い立ち
1989年（平成元年）4月、慶應義塾大学の文学部に進学し、人間関係学科の人間科学専攻にて学んだ。1993年（平成5年）3月、慶應義塾大学を卒業した。同年4月、慶應義塾大学の大学院に進み、社会学研究科にて学ぶ。1995年（平成7年）3月、慶應義塾大学の大学院における修士課程を修了した。同年4月、東京大学大学院医学系研究科に進学。1998年（平成10年）3月、同大学院における博士課程を単位取得満期退学した。

### 保健学者として
大学院生である1997年（平成9年）9月の時点で、既に医療科学研究所の研究員として着任していた。医療科学研究所には2000年（平成12年）5月まで勤務した。その後、アメリカ合衆国に渡り、同年7月にブラウン大学の博士研究員となった。ブラウン大学では地域保健学教室に在籍し、2002年（平成14年）6月まで勤務した。なお、その間の2001年（平成13年）7月から2002年（平成14年）3月にかけて、厚生労働省のリサーチレジデントとなり、北里大学にて研究を行った。また、2002年（平成14年）4月には信州大学に転じ、医療技術短期大学部の講師に就任した。ただし、医療技術短期大学部は医学部の保健学科に改組されたため、それに伴い同年10月より医学部の講師となり、2007年（平成19年）3月まで務めた。2007年（平成19年）4月、母校である東京大学に転じ、医科学研究所の准教授に就任した。医科学研究所においては、主として公共政策研究分野において研究を行った。准教授は2013年（平成25年）1月まで務め、翌月に教授に昇任した。なお、大学院においては、学際情報学府の学際情報学専攻にて文化・人間情報学コースの講義なども担当した。
そのほか、公的な役職なども多数務めている。厚生労働省においては、2010年（平成22年）よりレセプト情報等の提供に関する有識者会議の構成員を兼任している。内閣官房においては、2015年（平成27年）よりゲノム医療実現推進協議会の構成員や健康・医療戦略推進専門調査会の委員を兼任している。2020年（令和2年）、日本での新型コロナウイルス感染症の流行を受け、内閣に新型コロナウイルス感染症対策本部が設置されると、その下で発足した新型コロナウイルス感染症対策専門家会議の構成員を兼任することになった。

## 略歴
- 1993年 - 慶應義塾大学文学部卒業。
- 1995年 - 慶應義塾大学大学院社会学研究科修士課程修了。
- 1997年 - 医療科学研究所研究員。
- 1998年 - 東京大学大学院医学系研究科博士課程単位取得満期退学。
- 2000年 - ブラウン大学 博士研究員。
- 2001年 - 厚生労働省リサーチレジデント。
- 2002年 - 信州大学医療技術短期大学部 講師。
- 2002年 - 信州大学医学部 講師。
- 2007年 - 東京大学医科学研究所 准教授。
- 2010年 - 厚生労働省レセプト情報等の提供に関する有識者会議構成員（兼職）。
- 2013年 - 東京大学医科学研究所 教授。
- 2015年 - 内閣官房ゲノム医療実現推進協議会構成員（兼職）。
- 2015年 - 内閣官房健康・医療戦略推進専門調査会委員（兼職）。
- 2020年 - 新型コロナウイルス感染症対策本部新型コロナウイルス感染症対策専門家会議構成員、厚生労働省新型コロナウイルス感染症対策アドバイザリーボード構成員（兼職）。
- 2022年 - 東京大学国際高等研究所 新世代感染症センター 主任研究員（兼職）。